# Библиотека Изерлона
Городская библиотека Изерлона (нем. Stadtbücherei Iserlohn) — публичная библиотека, расположенная в городе Изерлон; была основана в 1910 году. Помимо главного офиса в центре города, она имеет филиал в районе Летматхе (нем. Letmathe). В 1976 году библиотека переехала в здание Старой ратуши (нем. Alten Rathaus), которое было построено в период с 1875 по 1876 год.

## История и описание
Усилия городских властей Изерлона по удовлетворению потребностей населения города в чтении можно проследить начиная с 1784 года, когда впервые в городских источниках упоминалось «общество чтения» (нем. Lesegesellschaft). В документах 1819 года упоминалась частная библиотека для граждан, однако, по состоянию на начало XXI века исследователям не было до конца ясно, что это было за учреждение. Около 1850 года в книжных магазинах города были открыты читальные залы, предлагавшие открытый доступ к литературе — в дополнение к существовавшим уже кружкам чтения. В итоге, согласно решению, принятому 1 января 1906 года городским советом Изерлона, в городе должна была появиться «публичная библиотека с публичным читальным залом»: при этом рекомендация о создании такого муниципального учреждения относилась еще к XIX веку, к 1898 году. К тому моменту в городе уже существовали две библиотеки, которые, однако, были доступны только членам специальных клубов.
Первая публичная муниципальная библиотека Изерлона была открыта 1 мая 1910 года в так называемом доме «Schrimpffschen» — большая часть финансирования для приобретения основной части библиотечного фонда была предоставлена из бюджета города. Книги приобретались как источники для обучения горожан, так и для их развлечения; библиотека ставила себе целью предоставить читателям основные (для своего времени) литературные источники, а также предоставлять информацию по естественным науках, общей истории культуры и политической истории. Поскольку уже существовавшие школьные библиотеки города имели собрания книг для молодежной аудитории, руководство библиотеки первоначально отказалось от создания специального молодежного отдела.
В 1916 году публичная библиотека Изерлона переехала в здание Старого арсенала (нем. alte Zeughaus), что являлось существенным улучшением ситуации с местом для хранения книг. Несмотря на крайне сложную экономическую ситуацию, связанную с Первой мировой войной, интерес горожан к литературе оставался высоким: так в 1927 году город даже приобрел специальные билеты в библиотеку, которые бесплатно выдавались безработным и вдовам солдат Великой войны. После прихода к власти в Германии национал-социалистов, библиотека под руководством Густава Пфингстена (нем. Gustav Pfingsten, 1890—1954) в 1935 году провела «культурную очистку» своих фондов и стала местом для «воспитательной работы».
В 1976 году библиотека переехала в здание Старой ратуши (нем. Alten Rathaus), которое было заложено 12 июля 1875 года и торжественно открыто 23 августа 1876 года. 20 июня 1983 года здание было включено в список памятников архитектуры города. Единственный филиал библиотеки находится в бывшем особняке Летмате. По состоянию на 2005 год, фонд библиотеки насчитывал 90 000 единиц хранения, постоянно увеличиваясь за счет новых носителей информации (CD и DVD). Для посетителей были созданы и общедоступные интернет-сайты. В библиотеке также появилась литература на иностранных языках — что являлось частью программы по содействию интеграции иностранцев. В 2006 году библиотека Изерлона удовлетворила 400 000 обращений читателей, что более чем вдвое превысило показатель 1983 года. В рамках программы по «поощрению чтения» (нем. Leseförderung) библиотека пытается вызвать интерес к чтению среди учеников начальных классах городских школ. Через серию выставок библиотека также пытается донести до своих читателей информацию о местных авторах, надеясь повысить их популярность.